# Johannella purpurea
Johannella purpurea là một loài chân đều trong họ Stenasellidae. Loài này được Monod miêu tả khoa học năm 1924.